# Robecco Pavese
Robecco Pavese é uma comuna italiana da região da Lombardia, província de Pavia, com cerca de 547 habitantes. Estende-se por uma área de 6 km², tendo uma densidade populacional de 91 hab/km². Faz fronteira com Bressana Bottarone, Casatisma, Casteggio, Corvino San Quirico, Pinarolo Po, Santa Giuletta, Torricella Verzate.

## Demografia
| Variação demográfica do município entre 1861 e 2011                               |
|                                                                                   |
| Fonte: Istituto Nazionale di Statistica (ISTAT) - Elaboração gráfica da Wikipedia |